# Pteroceras philippinense
Pteroceras philippinense là một loài thực vật có hoa trong họ Lan. Loài này được (Ames) Garay miêu tả khoa học đầu tiên năm 1972.